# Dysphania nigromarginata
Dysphania nigromarginata är en fjärilsart som beskrevs av Max Joseph Bastelberger 1907. Dysphania nigromarginata ingår i släktet Dysphania och familjen mätare. Inga underarter finns listade i Catalogue of Life.